# Zootrophion niveum
Zootrophion niveum är en orkidéart som beskrevs av Carlyle August Luer och Alexander Charles Hirtz. Zootrophion niveum ingår i släktet Zootrophion och familjen orkidéer. Inga underarter finns listade i Catalogue of Life.